# 지방도 제623호선

지방도 제623호선

지방도 제623호선은 충청남도 천안시 동남구 행정삼거리에서 아산시, 신창면, 선장면을 거쳐 인주면 밀두리 인죽공단교차로를 잇는 충청남도의 지방도이다. 천안시 동남구 광덕면, 아산시 선장면과 인주면 소재지를 통과한다. 천안시 동남구 광덕면에서 지방도 제629호선과 중첩되며, 아산시 신창면에서 국도 제21호선과 국도 제45호선이 잠깐 중첩된다.

## 연혁
- 2003년 2월 20일 : 지방도 노선 폐지 및 재지정[1]
- 2012년 7월 1일 : 지방도 노선 조정[2]
- 2015년 10월 21일 : 순천향대학교 후문 ~ 순천향대삼거리 125m 구간 5차로 확장 개통[3]

## 주요 경유지
- 천안시
  - 동남구
    - 광덕면 행정삼거리 - 행정초등학교 - 재저울고개 - 신덕리 - 무학교 - 무학리 - 무신2교 - 무신1교 - 무신 교차로 - 신흥리 - 신흥 교차로 - 신흥교 - 매당 교차로 - 매당리 - 대덕교 - 대덕 교차로 - 대덕리 - 보산원삼거리 - 보산원교 - 지장삼거리 - 보산원리

- 아산시
  - 배방읍 수철리 - 수철교 - 중리 - 금곡초등학교
  - 온양동 좌부 교차로 - 좌부삼거리 - 좌부교 - 읍내동 - 읍내사거리 - 장존동 - 법곡동 - 신인동 - 신인농공단지 - 경찰교육원삼거리 - 초사동 - 기산동 - 황산교
  - 신창면 울바위삼거리 - 창암리 - 행목 교차로 - 신창역입구 - 행목리 - 순천향대학교 - 순천향대삼거리 - 읍내삼거리 - 읍내리 - 오목삼거리 - 궁화리
  - 선장면 죽산리 - 아산학선필드하키경기장 - 연동삼거리 - 선창교 - 선창리 - 선장사거리 - 선창 교차로 - 궁평리 - 대흥리 - 대흥삼거리 - 채신언리 - 가산리 - 신문리 - 선인대교
  - 인주면 선인대교 - 선인교삼거리 - 금성리 - 현대자동차사거리 - 대음리 - 문방리 - 문방삼거리 - 밀두리 - 인주공단 교차로

## 중복 구간
- 천안시 동남구 광덕면 매당 교차로 ~ 보산원삼거리 : 지방도 제629호선과 중복
- 아산시 신창면 순천향대삼거리 ~ 읍내삼거리 : 국도 제21호선, 국도 제45호선과 중복

## 도로명
- 천안시 동남구 광덕면 행정삼거리 ~ 매당 교차로 : 광덕로
- 천안시 동남구 광덕면 매당 교차로 ~ 보산원삼거리 : 광풍로
- 천안시 동남구 광덕면 보산원삼거리 ~ 보산원리 : 보산원로
- 아산시 배방읍 수철리 ~ 온양동 좌부삼거리 : 고불로
- 아산시 온양동 좌부삼거리 ~ 신창면 순천향대삼거리 : 순천향로
- 아산시 신창면 순천향대삼거리 ~ 읍내삼거리 : 온천대로
- 아산시 신창면 읍내삼거리 ~ 선장면 선장사거리 : 서부남로
- 아산시 선장면 선장사거리 ~ 인주면 인주공단 교차로 : 아산만로